# Samuel Eidels
Samuel Eliezer Eidels (Hebr: שמואל אליעזר הלוי איידלס) znany również jako Maharsza (מהרש"א) (ur. 1555 w Krakowie, zm. 1631 w Ostrogu) – rabin, komentator talmudu.
W Ostrogu był rabinem i przełożonym wyższej szkoły talmudycznej zwanej Jeszybak. 
Był autorem dwóch dzieł Chiddushei Halachot (חידושי הלכות) (Praga 1598) i Chiddushei Aggadot (חידושי אגדות) będących wykładem mitycznej i poetyckiej części Talmudu.